# Vesperus barredai
Vesperus barredai is een keversoort uit de familie Vesperidae. De wetenschappelijke naam van de soort werd in 2009 gepubliceerd door Verdugo.